# Belastungsschranke
Die Belastungsschranke ist ein Begriff aus der belastungsorientierten Auftragsfreigabe und gibt den maximal zulässigen Arbeitsvorrat eines Arbeitsplatzes in einem Bearbeitungszeitraum an. Es werden solange Aufträge freigegeben, bis die Belastungsschranke erstmals überschritten wird.
Als Grundlage gilt das Trichtermodell. Die einzelnen Arbeitsaufträge werden den Flüssigkeitsteilchen gleichgestellt; der Arbeitsplatz stellt den Trichter dar. Je größer der Füllbestand des Trichters, desto länger braucht ein Flüssigkeitsteilchen um den Trichter zu passieren. Um nun die Wartezeit eines Auftrages zu reduzieren, wird der Trichter nur bis zu einer gewissen Grenze gefüllt. Diese Grenze ist die Belastungsschranke.

## Bestimmung der Belastungsschranke
Die Belastungsschranke liegt höher als die Kapazität des Arbeitsplatzes, welche mit 100 % angenommen wird. Es wird dadurch ein Auftragspuffer aufgebaut der dafür sorgt, dass ein Arbeitsplatz immer zu 100 % ausgelastet ist. Die Höhe der Belastungsschranke hängt davon ab, wie hoch der Durchsatz am Arbeitsplatz ist. Sie liegt im Allgemeinen zwischen 200 % und 300 %.
Sollbestand + Periodenkapazität = Belastungsschranke